# Sugar Apple Fairy Tale
Sugar Apple Fairy Tale (яп. シュガーアップル・フェアリーテイル, Shugā Appuru Fearī Teiru, досл. укр. Казка про цукрове яблуко) — фентезійна серія ранобе, написана Мірі Мікавою та проілюстрована компанією Kadokawa Shoten, яка опублікувала двадцять томів з березня 2010 до березня 2024 року під своїм імпринтом Kadokawa Beans Bunko. Адаптація у форматі манґи з ілюстраціями Альто Юкімури виходила онлайн на сайті Hana to Yume Online видавництва Hakusensha з листопада 2012 до жовтня 2014 року. Вона була зібрана у два томи танкобон. Друга адаптація манґи з ілюстраціями від Йозора но Удона публікувалася в сейнен-журналі манґи Young Ace від Kadokawa Shoten з листопада 2021 до грудня 2023 року, а третя адаптація манґи з ілюстраціями Коносаґі публікується онлайн на сайті Flos Comic від Kadokawa Shoten з серпня 2023 року. Лайт-новела і друга манґа ліцензовані у Північній Америці видавництвом Yen Press. Аніме-серіал, створений студією J.C.Staff, транслювали з січня до вересня 2023 року.

## Сюжет
У світі Хайленду, стародавньої країни фей, п'ятнадцятирічна людина Енн Хелфорд хоче стати кондитером. Професія, в якій домінують чоловіки. Рафінуючи цукрові яблука, ремісники-кондитери отримують срібний цукор, який дозволяє їм створювати священні солодощі. Цукерки, які продовжують життя фей і радують чоловіків.
У той час як мати Енн, колишня володарка срібного цукру, померла кілька років тому, молода дівчина вирішує покинути своє село, щоб поїхати в Льюїстон і взяти участь у королівському змаганні. Отримавши на цьому змаганні медаль з рук короля, Анна могла стати визнаним майстром срібного цукру і нарешті займатися своєю професією.
На жаль, у день її від'їзду її бачить Йонас Андерс, який завжди хотів одружитися з нею, щоб відмовити її стати кондитером і який таємно ревнує до таланту Енн. Але поки молода дівчина йде на казковий ринок, щоб купити фею-войовницю, яка захищатиме її під час подорожі, Енн стає свідком насильства, націленого на фею-робітницю, яка хотіла втекти. 500 років тому чоловіки поневолили фей. Відтоді люди тримають у полоні крило, відірване у феї, якою вони володіють. Дозволивши феї-робітниці Mythril Lid Pod втекти, Енн знаходить те, за чим прийшла. Фея-войовниця, народжена з дорогоцінного каменю, із захоплюючою дух красою та гострим язиком, Чалле Фен Чалле, яку вона помилково приймає за фею-домашню тварину, оскільки фея здається їй такою видатною.
Починається пригода Енн у супроводі мовчазної феї-войовниці, захоплення якої коштувало життя трьом мисливцям, а за нею йде пустотлива фея-робітниця, врятована від смерті та спіймана заздрісним другом дитинства, який хоче змагатися з нею.

## Персонажі
Енн Галфорд (яп. アン・ハルフォード, An Harufōdo)
Сейю: Юка Нукуї
15-річна юначка, наївна, але рішуча, Енн хоче піти стопами своєї матері, яка навчила її тонкому мистецтву виготовлення кондитерських виробів, передавши їй природну доброту до фей.
Шелл Фен Шелл (яп. シャル・フェン・シャル, Sharu Fen Sharu)
Сейю: Масаакі Мідзунака
Чоловік-фея-воїн зростом з людину, народжений з обсидіану, підозрілий і їдкий до людей, серце Чалле Фен Чалле пом'якшується й пом'якшується під час контакту зі своїм новим власником. Люди часто приймають його за домашню фею, тому що від його краси захоплює дух. Як і всі феї, народжені з дорогоцінного каменю, Чалле Фен Чалле може матеріалізувати гострий предмет. У його футлярі — фехтувальний меч із навершям, витесаним срібними арабесками.
Міфрил Лід Под (яп. ミスリル・リッド・ポッド, Misuriru Riddo Poddo)
Сейю: Такахасі Ріе
Маленький чоловічий фея-робітник, який поміщається на долоні, жадібний і пустотливий, але зазнаний насильства з боку попереднього власника, Мітріл Лід Стручок швидко подружився з Енн, яка повернула йому крило. Він вирішує допомогти їй у її роботі, і навіть якщо його сила дозволяє лише створювати маленькі краплі роси, він має око для виявлення походження фей.
Х'ю Меркурі (яп. ヒュー・マーキュリー, Hyū Mākyurī)
Сейю: Томоакі Маено
Віконт Сільвер Шугар на службі у корони Хайлендської країни Х'ю Мерк'юрі — відомий кондитер, який працює лише на королівську родину. Саркастичний, але відвертий і чесний по відношенню до роботи інших, він з самого початку виявляє талант Енн і швидко дає їй поради, як удосконалитися.
Альф Гінглей, названий Чат (яп. キャット, Kyatto)
Сейю: Такума Терасіма
Незалежний кондитер, який відмовляється працювати на буржуазію і виготовляє солодощі лише для клієнтів, яким справді хоче догодити, Альф — рідкісний талант. Він керує магазином у Льюїстоні, столиці. Звільнений від кодексів, він вважає за краще триматися подалі від суспільства, оскільки отримує меншу оплату, навіть якщо він зобов'язаний послугам нинішнього віконта.
Йонас Андерс (яп. ジョナス・アンダー, Jonasu Andā)Сейю: Рейдзі Кавасіма
На думку віконта, зарозумілий і позбавлений уяви, Джонас хоче стати кращим кондитером, але постійно стикається зі своїми сумнівами, які паралізують його. Применшення Енн або шахрайство — це його спосіб оцінити себе, хоча йому не вистачає впевненості в собі. Впевненість, яку він набуває поступово, знаходячи мету.
Кіт Павелл (яп. キース・パウエル, Kīsu Paueru)Сейю: Юто Уемура
Початківець срібний цукор, який жив у тіні свого батька, колишнього віконта срібного цукру, Кіта вже поважають у багатьох майстернях за його досвід. Він хоче довести свою цінність, але щирий і готовий допомогти Енн, чию вимогливість і дисципліну він швидко помічає.
Елліот Коллінз (яп. エリオット・コリンズ, Eriotto Korinzu)
Сейю: Окіцу Кадзуюкі
Бригадир кондитера в майстерні Пейдж Елліот Коллінз розумний і майже маніпулятивний. Він використовує свою хитрість, а також свою проникливість, щоб повільно створити сцену, яка дозволить йому відродити застарілу майстерню будинку, в якому він працює. Він найняв Енн після конкурсу цукерок у Льюїстоні.
Бріджет Пейдж (яп. ブリジット・ペイジ, Burijitto Peiji)
Сейю: Аюмі Мано
Сварлива і примхлива наречена Елліота Коллінза, дочка глави дому Пейдж. Вона мріяла стати кондитером, але батько заборонив їй, вважаючи за краще покладатися на шлюб за домовленістю з Елліотом Коллінзом, щоб підтримувати майстерню. Вона агресивна до Енн, ревнива і не розуміє, як можна дозволити її сестрі тренуватися, коли Бріджит довелося відмовитися від мрії своєї маленької дівчинки.
Кейті (яп. キャシー, Kyashī)
Сейю: Ая Ямане
Маленька жіноча фея-працівниця, яка поміщається на долоні на службі у Йонаса Андерса, Кеті гордовита до інших, але віддана та шаноблива до свого господаря. Вона дуже прив'язана до Джонаса і допомагає йому, не сумніваючись у його зраді. Вона вміє робити себе невидимою.
Бенджамін (яп. ベンジャミン)
Сейю: Мінорі Судзукі
Маленький робітник-фея, який поміщається на долоні на службі у Альфа Хінглі на прізвисько Кіт, Бенджамін настільки спокійний, що часто буває сонним або сонним. Йому понад 200 років, але він виконує щоденні завдання свого господаря, надто відволікаючись на роботу, щоб займатися домашніми справами.
Феї народжуються з дивовижного погляду, спрямованого на предмет, рослину, природне явище тощо. Незалежно від того, звідки походить цей дивовижний погляд, людини чи тварини, фея набуває різних характеристик залежно від об'єкта, який її породив. Феї, народжені з моря і морської піни, мають дуже коротку тривалість життя. Феї, народжені з рослини або фрукта, живуть один рік. Феї, народжені з дорогоцінних каменів, мають дуже тривалий термін життя і здатні матеріалізувати гостру зброю. Якісні цукерки дозволяють феям зцілитися, відновити сили або продовжити життя.
Одного ранку, дивлячись на блакитну ягоду, яку вона вважає особливо красивою, оскільки вона виблискує росою між листям куща, Енн народжує веселу та невинну маленьку фею Лусул Ель Мін.

## Медіа

### Ранобе
| №  | Назва | Дата виходу       | ISBN                   |
| -- | --- | ----------------- | ---------------------- |
| 1  | Майстер срібного цукру та Обсидіанова фея Gin Satō-shi to Kuro no Yōsei (銀砂糖師と黒の妖精)                   | 31 березня 2010   | ISBN 978-4-04-455007-3 |
| 2  | Майстер срібного цукру і Блакитний герцог Gin Satō-shi to Ao no Kōshaku (銀砂糖師と青の公爵)                   | 31 червня 2010    | ISBN 978-4-04-455016-5 |
| 3  | Майстер срібного цукру і Аристократ зі слонової кістки Gin Satō-shi to Shiro no Kikōshi (銀砂糖師と白の貴公子) | 30 листопада 2010 | ISBN 978-4-04-455023-3 |
| 4  | Майстер срібного цукру і Зелена майстерня Gin Satō-shi to Midori no Kōbō (銀砂糖師と緑の工房)                  | 31 березня 2011   | ISBN 978-4-04-455044-8 |
| 5  | Майстер срібного цукру і Фіолетова обіцянка Gin Satō-shi to Murasaki no Yakusoku (銀砂糖師と紫の約束)          | 30 липня 2011     | ISBN 978-4-04-455050-9 |
| 6  | Майстер срібного цукру і Багряне королівство Gin Satō-shi to Aka no Ōkoku (銀砂糖師と赤の王国)                 | 30 вересня 2011   | ISBN 978-4-04-455056-1 |
| 7  | Gin Satō-shi to Ki no Kakan (銀砂糖師と黄の花冠)                                                               | 28 грудня 2011    | ISBN 978-4-04-100091-5 |
| 8  | Gin Satō-shi to Hai no Ōkami (銀砂糖師と灰の狼)                                                                | 31 березня 2012   | ISBN 978-4-04-100222-3 |
| 9  | Gin Satō-shi to Niji no Kōkei-sha (銀砂糖師と虹の後継者)                                                       | 31 липня 2012     | ISBN 978-4-04-100402-9 |
| 10 | Gin Satō-shi to Mizu no Ōsama (銀砂糖師と水の王様)                                                             | 29 вересня 2012   | ISBN 978-4-04-100502-6 |
| 11 | Gin Satō-shi to Kin no Mayu (銀砂糖師と金の繭)                                                                 | 28 грудня 2012    | ISBN 978-4-04-100637-5 |
| 12 | Ōkoku no Gin Satō-shi-tachi (王国の銀砂糖師たち)                                                               | 30 березня 2013   | ISBN 978-4-04-100769-3 |
| 13 | Gin Satō-shi to Kon no Saishō (銀砂糖師と紺の宰相)                                                             | 1 вересня 2013    | ISBN 978-4-04-100975-8 |
| 14 | Gin Satō-shi to Gin no Gādian (銀砂糖師と銀の守護者)                                                           | 1 січня 2014      | ISBN 978-4-04-101159-1 |
| 15 | Gin Satō-shi to Hi no Sōran (銀砂糖師と緋の争乱)                                                               | 1 травня 2014     | ISBN 978-4-04-101528-5 |
| 16 | Gin Satō-shi to Kuro no Yōsei-ō (銀砂糖師と黒の妖精王)                                                         | 1 вересня 2014    | ISBN 978-4-04-101527-8 |
| 17 | Gin Satō-shi-tachi no Mirai-zu (銀砂糖師たちの未来図)                                                          | 1 лютого 2015     | ISBN 978-4-04-102331-0 |
| 18 | Gin Satō-shi to Shinku no Yoake (銀砂糖師と深紅の夜明け)                                                       | 28 грудня 2022    | ISBN 978-4-04-113299-9 |
| 19 | Gin Satō-shi to Shikon no Rakuen (銀砂糖師と紫紺の楽園)                                                        | 1 серпня 2023     | ISBN 978-4-04-113850-2 |
| 20 | Gin Satō-shi to Kogane no Chikai (銀砂糖師と黄金の誓い)                                                        | 1 березня 2024    | ISBN 978-4-04-114708-5 |

### Манга
Адаптація манґи з мистецтвом Альто Юкімури була серіалізована онлайн через веб-сайт Hakusensha Hana to Yume Online з листопада 2012 по жовтень 2014. Він був зібраний у двох танкобонах. Друга адаптація манґи з мистецтвом Йозори но Удона була опублікована в журналі сейнен-манґи Kadokawa Shoten Young Ace з 4 листопада 2021 року до 4 грудня 2023 року. Друга манґа також ліцензована в Північній Америці Yen Press, яка публікує нові розділи одночасно з японським випуском.
З 4 серпня 2023 року на веб-сайті Flos Comic Кадокави Шотена виходить третя адаптація манґи з мистецтвом Коносагі.

#### Манга 2012 року
| № | Дата виходу    | ISBN                   |
| - | -------------- | ---------------------- |
| 1 | 20 серпня 2013 | ISBN 978-4-59-219771-3 |
| 2 | 20 жовтня 2014 | ISBN 978-4-59-219781-2 |

#### Манга 2021 року
| № | Дата виходу    | ISBN                   |
| - | -------------- | ---------------------- |
| 1 | 3 червня 2022  | ISBN 978-4-04-112484-0 |
| 2 | 28 грудня 2022 | ISBN 978-4-04-113054-4 |
| 3 | 4 серпня 2023  | ISBN 978-4-04-113516-7 |
| 4 | 4 березня 2024 | ISBN 978-4-04-114341-4 |

#### Манга 2023 року
| № | Дата виходу   | ISBN                   |
| - | ------------- | ---------------------- |
| 1 | 17 січня 2024 | ISBN 978-4-04-683135-4 |

### Аніме
11 жовтня 2021 року анонсована адаптація мультсеріалу. Серіал створений студією J.C.Staff режисер Йохей Судзукі, сценарій Сейші Мінакамі, дизайн персонажів — Харуко Іідзука, а музику — Хінако Цубакіяма. Він почав транслюватися 6 січня 2023 на AT-X та інших японських телеканалах. 6 серпня 2022 під час Crunchyroll Expo компанія Crunchyroll оголосила про придбання ліцензії на трансляцію серіалу за межами Азії. Головна пісня під назвою Anglais (яп. ミュージカル, Myūjikaru) виконує Мінорі Сузукі, а кінцеву пісню Kanaeru (яп. 叶える) виконує Суміре Морохоші.

#### Список епізодів
| №  | Назва українською                 | Назва японською          | Назва японською             | Дата виходу     |
| №  | Назва українською                 | Кандзі                   | Ромадзі                     | Дата виходу     |
| -- | --------------------------------- | ------------------------ | --------------------------- | --------------- |
| 1  | Опудало і фея                     | かかしと妖精             | Kakashi to yōsei            | 6 січня 2023    |
| 2  | Кривава дорога                    | ブラディ街道             | Buradi kaidō                | 13 січня 2023   |
| 3  | Цукрове яблуко, плід зради        | 砂糖林檎は裏切りの木     | Satō ringo wa uragiri no ki | 20 січня 2023   |
| 4  | Нагородження королівською медаллю | 王家勲章の行方           | Ōke kunshō no yukue         | 27 січня 2023   |
| 5  | Кондитерська «Анна і кіт»         | アンと猫の砂糖菓子店     | An to neko no satō kashiten | 3 лютого 2023   |
| 6  | Замок біля моря                   | 海辺の城                 | Umibe no shiro              | 10 лютого 2023  |
| 7  | Фальшиві прощання                 | いつわりのさよなら       | Itsuwari no sayonara        | 17 лютого 2023  |
| 8  | Якщо я не зводитиму з тебе очей   | あなたを見つめつづければ | Anata o mitsume tsuzukereba | 24 лютого 2023  |
| 9  | Кондитерська фабрика Radcliffe    | ラドクリフ工房           | Radokurifu kōbō             | 3 березня 2023  |
| 10 | Дівчина з кондитерської Пейдж     | ペイジ工房の令嬢         | Peiji kōbō no reijō         | 10 березня 2023 |
| 11 | Робота, яку потрібно зробити      | つくるべきもの           | Tsukuru beki mono           | 17 березня 2023 |
| 12 | Я не хотів залишати тебе          | 離したくなかった         | Hanashitaku nakatta         | 24 березня 2023 |
| 13 | Зелені кондитерські вироби озера  | 湖水と緑の工房           | Kosui to Midori no Kōbō     | 7 липня 2023    |
| 14 | Новий виклик                      | 再び、挑むとき           | Futatabi, Idomu Toki        | 14 липня 2023   |
| 15 | Для когось цукерка                | 誰かのための砂糖菓子     | Dareka no Tame no Satōgashi | 21 липня 2023   |
| 16 | Первинний срібний цукор           | 最初の銀砂糖             | Saisho no Gin Satō          | 28 липня 2023   |
| 17 | Замок без герба                   | 紋章なき城               | Monshō Naki Shiro           | 4 серпня 2023   |
| 18 | Навіть привидів не боїться        | 幽霊なんかこわくない     | Yūrei Nanka Kowakunai       | 11 серпня 2023  |
| 19 | Кіт на допомогу                   | 猫の手も借りたい         | Neko no Te mo Karitai       | 18 серпня 2023  |
| 20 | Фіолетова обіцянка                | 紫の約束                 | Murasaki no Yakusoku        | 25 серпня 2023  |
| 21 | Червона фея                       | 赤い妖精                 | Akai Yōsei                  | 1 вересня 2023  |
| 22 | Феї і люди                        | 妖精と人と               | Yōsei to Hito to            | 8 вересня 2023  |
| 23 | Майбутній король фей              | 妖精王となる者           | Yōsei Ō to Naru Mono        | 15 вересня 2023 |
| 24 | Новий шлях                        | 新しいかたち             | Atarashii Katachi           | 22 вересня 2023 |